# Маллесон, Майлс
Майлс Маллесон (англ. Miles Malleson; 25 мая 1888, Кройдон, Большой Лондон — 15 марта 1969[…], Лондон) — английский актёр театра, кино и телевидения, сценарист и драматург. Амплуа — «одурманенный судья», «старый доктор-мямля», «академик», прочие эксцентричные роли. Двоюродный брат писательницы Люси Маллесон.

## Биография
Уильям Майлс Маллесон родился 25 мая 1888 года в городке Кройдон, южном пригороде Лондона (ныне — часть Большого Лондона, административный центр одноимённого боро). Отец — Эдмунд Тейлор Маллесон (1859—1909), работал химиком на производстве. Мать — Мирра Битиния Франсис Боррелл (1863—1931), с отцовской стороны внучка известного нумизмата Генри Боррелла (1795—1851), с материнской стороны — внучка известного солдата, дипломата, революционера, воздухоплавателя, писателя и изобретателя Фрэнсиса Макерони  (1788—1846).
Уильям учился в колледже Брайтон и в Эммануил-колледже.
С 1911 года Маллесон стал появляться на театральных подмостках, в 1921 году состоялся его дебют на широком экране (полноценную карьеру актёра начал с 1930 года), в 1949 году зрители впервые увидели актёра на телеэкране. Театральному мастерству Маллесон учился у известного педагога Герберта Бирбома Три в Академии драматического искусства. Именно здесь в 1913 году он познакомился со своей будущей первой женой.
В 1914 году, в связи с началом войны, Маллесон был призван в армию. Служил на Мальте (в то время — колония Великобритании), но недолго: уже в январе 1915 года он был комиссован и вернулся домой, так как сумел убедить командование, что является «отказником совести».
Маллесон имел характерную внешность, которая во многом поспособствовала его успешной актёрской карьере. Он был высоким и стройным, но с сильно выделяющимся двойным подбородком (как у известного актёра Роберта Морли) и заострённым носом. Манера поведения — мягкая и рассеянная, голос — мягкий и высокий. К середине 1960-х годов у Маллесона, в связи с возрастом, сильно испортилось зрение, из-за чего последние годы жизни он не снимался.
Майлс Маллесон скончался 15 марта 1969 года после операции по удалению катаракты в Лондоне на 81-м году жизни. Церемония прощания с актёром прошла в самой известной церкви Лондона — Сент-Мартин-ин-зе-Филдс, прощальные речи произнесли, в том числе, такие звёзды как Сибил Торндайк и Лоренс Оливье. Прах Маллесона был кремирован.

### Личная жизнь
Майлс Маллесон был женат трижды.

Первой его женой стала писательница и малоизвестная актриса Констанс Мэри Аннесли (1895—1975; также известна под псевдонимом Колетт О’Нил), с которой актёр познакомился в 1913 году, обучаясь в Академии драматического искусства. Брак был заключён в 1915 году, в 1923 году последовал развод. Оба супруга были социалистами, поэтом жили в «открытом браке».

Второй женой актёра стала врач-контрацептолог и известный борец за легализацию абортов Джоан Биллсон (1899—1956). Брак был заключён в 1923 году, в 1940 году последовал развод.

Третьей женой Маллесона стала эмигрантка из России Татьяна Левина (1909—1978), которая в Великобритании стала достаточно известной режиссёром, актрисой, продюсером и сценаристом. Брак был заключён в 1946 году, и с ней Маллесон был в браке 23 года, до самой своей смерти в 1969 году, хотя последние годы пожилая пара жила раздельно.

Первая жена была младше Маллесона на 7 лет, вторая — на 11, третья — на 21 год.

## Пьесы
- 1916 — Black 'Ell (антивоенная пьеса была запрещена к показу, разрешение на постановку получено только в 1925 году)
- 1933 — Ваш вероломный / Yours Unfaithfully
- 1960 — Мольер: Три пьесы / Molière: Three Plays (собственный перевод пьес «Мизантроп» (под новым названием «Раб правды»), «Тартюф, или Обманщик» и «Мнимый больной»)
- D Company (антивоенная пьеса о Первой мировой войне)
- Юность / Youth (в трёх актах)
- Маленькая белая мысль / The Little White Thought («фантастический металлолом»)
- Paddly Pools («маленькая сказочная пьеса»)
- Ночь в Монмартре / Night in Montmartre (экранизирована в 1931 году)

## Избранная фильмография
За 35 лет карьеры актёра (1930—1965) Майлс Маллесон снялся в 133 фильмах и сериалах, причём в 29 из них он не был указан в титрах (в том числе 21 роль — в массовке).

### Актёр на широком экране
- 1930 — План W[англ.] / The W Plan (актёр массовки, в титрах не указан)
- 1930 — Жёлтая маска[англ.] / The Yellow Mask (актёр массовки, в титрах не указан)
- 1932 — Голубой Дунай[англ.] / The Blue Danube (актёр массовки, в титрах не указан)
- 1932 — Знак четырёх[англ.] / The Sign of Four — Таддеус Шолто
- 1933 — Прекрасное понимание[англ.] / Perfect Understanding — диктор-ведущий
- 1934 — Королевское дело[англ.] / The Queen's Affair — канцлер
- 1934 — Вечнозелёный[англ.] / Evergreen (актёр массовки, в титрах не указан)
- 1934 — Нелл Гвинн[англ.] / Nell Gwynn — Хиффинх
- 1935 — Миллионы Брюстера[англ.] / Brewster's Millions — Гамильтон Хиггинботтом Баттон (в титрах не указан)
- 1935 — Лентяи[англ.] / Lazybones — Пессимист
- 1935 — Тридцать девять ступеней / The 39 Steps — менеджер в театре Лондон Палладиум[англ.] (в титрах не указан)
- 1935 — Пег из Старого Дрюри[англ.] / Peg of Old Drury (актёр массовки, в титрах не указан)
- 1936 — Роза Тюдоров[англ.] / Tudor Rose — отец Джейн
- 1937 — Рыцарь без доспехов[англ.] / Knight Without Armour — пьяный красный комиссар
- 1937 — Виктория Великая[англ.] / Victoria the Great — сэр Джеймс, врач
- 1937 — Крыса[англ.] / The Rat (актёр массовки, в титрах не указан)
- 1938 — Королевский развод[англ.] / A Royal Divorce (актёр массовки, в титрах не указан)
- 1938 — Шестьдесят славных лет[англ.] / Sixty Glorious Years — раненый солдат (в титрах не указан)
- 1939 — У льва есть крылья[англ.] / The Lion Has Wings (актёр массовки, в титрах не указан)
- 1940 — Багдадский вор / The Thief of Bagdad — султан Басры
- 1941 — Майор Барбара[англ.] / Major Barbara — Моррисон
- 1942 — Они улетели одни[англ.] / They Flew Alone — продавец вакуума
- 1942 — История истребителя Спитфайер[англ.] / The First of the Few / Spitfire — представитель конгломерата Vickers-Armstrongs (в титрах не указан)
- 1942 — Грозовая скала[англ.] / Thunder Rock — председатель совета директоров
- 1943 — Слабый пол / The Gentle Sex — часовой
- 1943 — Полурай[англ.] / The Demi-Paradise — театральный кассир
- 1945 — Глубокой ночью / Dead of Night — кучер катафалка (в новелле «Кучер катафалка»)
- 1947 — Метка братоубийцы[англ.] / The Mark of Cain — мистер Барден (в титрах не указан)
- 1948 — Одна ночь с тобой[англ.] / One Night with You — тюремщик
- 1948 — Бонд-стрит[англ.] / Bond Street (актёр массовки, в титрах не указан)
- 1948 — Сарабанда для мёртвых влюблённых[англ.] / Saraband for Dead Lovers — глава рождественских увеселений[англ.]
- 1948 — Жёноненавистник[англ.] / Woman Hater — викарий
- 1949 — История господина Полли[англ.] / The History of Mr. Polly — пожилой джентльмен на плоскодонке
- 1949 — Картонный ухажёр[англ.] / Cardboard Cavalier — судья Горбакет
- 1949 — Пиковая дама / The Queen of Spades — Цыбукин
- 1949 — Идеальная женщина[англ.] / The Perfect Woman — профессор Эрнест Белмен
- 1949 — Добрые сердца и короны / Kind Hearts and Coronets — палач
- 1949 — Цепь событий[англ.] / Train of Events — Джонсон, хранитель времени (в новелле «Машинист»)
- 1950 — Страх сцены / Stage Fright — мистер Фортескью
- 1950 — Золотая саламандра / Golden Salamander — Дуве
- 1951 — Человек в белом костюме / The Man in the White Suit — портной
- 1951 — Скрудж / Scrooge — Старый Джо
- 1951 — Оставшийся в тени[англ.] / The Magic Box — дирижёр оркестра
- 1952 — Женская точка зрения[англ.] / The Woman's Angle — А. Секретт
- 1952 — Счастливая семья[англ.] / The Happy Family — мистер Туэйтес
- 1952 — Охота за сокровищем[англ.] / Treasure Hunt — мистер Уолш
- 1952 — Как важно быть серьёзным[англ.] / The Importance of Being Earnest — Кэнон Часубл
- 1952 — Последнее дело Трента[англ.] / Trent's Last Case — Бартон Каплс
- 1952 — Глупость, ставшая мудростью[англ.] / Folly to Be Wise — доктор Гектор Макадам
- 1953 — Рай капитана[англ.] / The Captain's Paradise — Лоренс Сент-Джеймс
- 1955 — Джорди[англ.] / Geordie — лорд Паунсетон
- 1955 — Королевская рапсодия[англ.] / King's Rhapsody — Жюль
- 1956 — Путь рядового[англ.] / Private's Progress — мистер Уиндраш-старший
- 1956 — Человек, которого никогда не было[англ.] / The Man Who Never Was — учёный
- 1956 — Шелковистое дело[англ.] / The Silken Affair — мистер Блачер
- 1956 — Сухая гниль[англ.] / Dry Rot — Йокел
- 1956 — Трое в лодке, не считая собаки / Three Men in a Boat — Баскомб, игрок в крикет
- 1957 — Свояки[англ.] / Brothers in Law — Кендалл Граймс, королевский адвокат
- 1957 — Восхитительный Крайтон[англ.] / The Admirable Crichton — викарий
- 1957 — Королевство Кэмпбелла[англ.] / Campbell's Kingdom (актёр массовки, в титрах не указан)
- 1957 — Билл — Морская уточка[англ.] / Barnacle Bill — рыбак
- 1957 — Голая правда / The Naked Truth — преподобный Седрик Бастейбл
- 1958 — День Гидеона[англ.] / Gideon's Day — судья
- 1958 — Дракула / Dracula — Маркс, гробовщик
- 1959 — Капитанский стол[англ.] / The Captain's Table — Кэнон Суинглер
- 1959 — Карлтон Браун — дипломат[англ.] / Carlton-Browne of the F.O. — советник Дэвидсон
- 1959 — Собака Баскервилей / The Hound of the Baskervilles — епископ
- 1959 — Я в порядке, Джек! / I'm All Right Jack — Уиндраш-старший
- 1960 — Похищенный[англ.] / Kidnapped — мистер Рэнкейлор
- 1960 — Подглядывающий / Peeping Tom — клиент
- 1960 — День, когда ограбили английский банк / The Day They Robbed the Bank of England — помощник куратора
- 1960 — Невесты Дракулы / The Brides of Dracula — доктор Тоблер
- 1961 — Ярость в заливе Контрабандистов[англ.] / Fury at Smugglers' Bay — герцог Эйвонский
- 1961 — Два спальных места[англ.] / Double Bunk — преподобный Томас
- 1962 — Стук почтальона[англ.] / Postman's Knock — психиатр
- 1962 — Иди к чёрту / Go to Blazes — продавец
- 1962 — Призрак Оперы / The Phantom of the Opera — извозчик
- 1963 — Зови меня Бвана[англ.] / Call Me Bwana — психиатр (в титрах не указан)
- 1963 — Небеса над нами[англ.] / Heavens Above! — Рокеби
- 1964 — Мир цирка[англ.] / Circus World — Билли Хенниган
- 1964 — Первые люди на Луне / First Men in the Moon — архивариус в Димчарче[англ.]
- 1964 — Эй, убийство![англ.] / Murder Ahoy! — епископ Фолкнер
- 1965 — Ты, должно быть, шутишь![англ.] / You Must Be Joking! — продавец

### Актёр телевидения
- 1956 — Приключения Алисы в Стране чудес / Alice's Adventures in Wonderland — Черепаха Квази

### Сценарист
За 33 года карьеры сценариста (1930—1963) Майлс Маллесон стал сценаристом 46 фильмов и сериалов, причём в одном случае он не был указан в титрах. 38 из 46 его работ пришлись на период с 1930 по 1943 год, и лишь 8 — с 1946 по 1963 год.
- 1930 — План W[англ.] / The W Plan
- 1930 — Жёлтая маска[англ.] / The Yellow Mask — диалоги
- 1932 — Голубой Дунай[англ.] / The Blue Danube
- 1933 — Прекрасное понимание[англ.] / Perfect Understanding
- 1934 — Королевское дело[англ.] / The Queen's Affair
- 1934 — Нелл Гвинн[англ.] / Nell Gwynn
- 1934 — Лорна Дун[англ.] / Lorna Doone — диалоги
- 1935 — Пег из Старого Дрюри[англ.] / Peg of Old Drury
- 1936 — Роза Тюдоров[англ.] / Tudor Rose — диалоги
- 1937 — Виктория Великая[англ.] / Victoria the Great
- 1937 — Крыса[англ.] / The Rat — диалоги
- 1938 — Королевский развод[англ.] / A Royal Divorce
- 1938 — Шестьдесят славных лет[англ.] / Sixty Glorious Years
- 1940 — Пастор Халл[англ.] / Pastor Hall — «ассоциативный сценарист»
- 1940 — Багдадский вор / The Thief of Bagdad
- 1942 — Они улетели одни[англ.] / They Flew Alone
- 1942 — История истребителя Спитфайер[англ.] / The First of the Few / Spitfire
- 1943 — Лидер эскадрильи Икс[англ.] / Squadron Leader X
- 1943 — Приключения Тарту[англ.] / The Adventures of Tartu — в титрах не указан
- 1943 — Жёлтая канарейка[англ.] / Yellow Canary
- 1943 — Они встретились в темноте[англ.] / They Met in the Dark